# Леваль, Жан Франсуа
Жан Франсуа Леваль (фр. Jean François Leval; 1762—1834) — французский военный деятель, дивизионный генерал (1799 год), барон Империи (1808 год), участник революционных и наполеоновских войн. Имя генерала выбито на Триумфальной арке в Париже.

## Биография

### Происхождение и начало военной карьеры
Родился в семье парижского буржуа Жана Франсуа Леваля (фр. Jean François Leval; 1725–) и его супруги Мадлен Дюкре (фр. Marie Madeleine Ducret; 1726–).
11 декабря 1779 года вступил солдатом в пехотный полк Пуатье. В 1781-83 годах воевал в Америке, проявил выдающуюся отвагу в ходе осады Пенсаколы и 8 апреля 1781 года был тяжело ранен осколком в лодыжку правой ноги.
Вернувшись во Францию, 18 августа 1783 года женился в Париже на Мари Дельколь (фр. Marie Louise Delecole; 1762–). 15 августа 1784 года вышел в отставку. В июле 1789 года сержант Национальной гвардии Парижа. 30 декабря 1789 года произведён в младшие лейтенанты, а 30 декабря 1790 года — в капитаны.

### Служба в эпоху Революционных войн
С 21 июля 1791 года командовал ротой 1-го батальона волонтёров Парижа. 26 сентября 1791 года отправился защищать границы Франции. 26 сентября 1792 года произведён в подполковники и возглавил батальон. Отличился во время военных действий в Арденнах. 27 февраля 1793 года ранен бомбой в правую ногу в ходе осады Маастрихта. С 12 марта 1793 года полковник, командир 99-й полубригады линейной пехоты. 16 марта 1793 года во время битвы при Тирлемоне на глазах у генерала Валанса он разбил кавалерийский полк и телохранителей императора, прежде чем взять три орудия и две гаубицы. 18 марта 1793 года ранен пулей в левую ногу при Неервиндене.
2 октября 1793 года произведён представителями народа в бригадные генералы. Участвовал в освобождении Мобёжа. 16 ноября 1793 года привёл подкрепление к Мозельской армии. В сражении при Флёрюсе 26 июня 1794 года сражался в рядах дивизии генерала Лефевра. С июня 1794 года в Самбро-Маасской армии. 9 июля 1794 года вступил в Брюссель. Сражался 4 июня 1796 года при Альтенкирхене, 19 июня — при Уккерате, 16 сентября — при Гиссене. 13 февраля 1797 года получил отпуск. 4 марта 1797 года вернулся в состав той же дивизии. 9 февраля 1799 года с дивизией Лефевра переведён в Майнцскую армию. 21 марта сражался у Пфуллендорфа, 25 марта — при Штокахе. 4 мая 1799 года возглавил 2-ю бригаду 2-й дивизии Леграна.

### Эпоха Консульства
30 июля 1799 произведён в дивизионные генералы. В декабре служил под началом Бараге д’Илье. 15 марта 1800 года захватил Шелленберг. С 21 марта 1800 года командир 4-й дивизии в корпусе генерала Сент-Сюзанна. Участник сражения при Ландау 1 апреля. 29 сентября 1800 года отстранён от командования  по обвинению в растрате в ходе управления Майнцем.
2 января 1801 года вернулся в строй. 29 июня 1803 года был назначен командующим 5-м военного округа в Страсбурге. В марте 1804 года Левалю была поручена организация ареста герцога Энгиенского на территории соседнего государства.

### Во главе пехотных дивизий
С 24 января 1806 года командир дивизии в составе войск Келлермана на Рейне. 5 февраля 1806 года переведён под начало Лефевра. 16 июля 1806 года, после роспуска корпуса Лефевра, сменил генерала Вандама, получившего отпуск, во главе 2-й пехотной дивизии 4-го корпуса маршала Сульта Великой Армии. В сентябре 1806 года армия была сосредоточена на саксонской границе. Дивизия вместе с 4-м корпусом направилась в район Байройта, где маршал Сульт и маршал Ней сформировали правый фланг Великой Армии. 8 октября Наполеон отдал приказ идти в Саксонию. 4-й корпус пересёк Тюрингенский лес через Байройтское дефиле у Хофа и достиг верхнего Зале. Оттуда он двинулся на Вайду и Геру и, наконец, 13 числа, когда разведка доложила о сосредоточении прусской армии на правом берегу Зале, двинулся на Йену. Прибыв ночью, он немедленно получил приказ идти на север, к оврагам, которые от Лобштедта и Дорнбурга ведут к Клёзевицу, и подняться по ним, чтобы днём напасть слева от пруссаков, занимая позицию на плато между Зале и Ильмом. Маршалы Ланн и Ожеро утром начали действия на Ландграфенбергской и Веймарской дороге, а Сульт осуществлял своё движение на правом фланге. Около 10 часов утра, после взятия Ланном Клезевица и Косподы, дивизия Сент-Илера, составлявшая голову колонны 4-го корпуса, вышла на поле боя через ущелья Лобштедта, напротив позиций Нерквица и Альтен-Гона. Чуть позже появилась дивизия Леваля. Затем Сульт преследовал врага из леса Клозевица, отбросил левый прусский фланг под командованием Хольцендорфа и открыл огонь из пушек по флангу врага. Наполеон, видя продвижение 4-го корпуса, выдвинул вперёд свой центр и левый фланг. Снаряды бьют во всю дорогу; разбитые пруссаки опрокидываются на склонах, спускающихся в долину Ильма. Прибывает вражеский резерв и поднимается по склону, по которому пруссаки и французы спускаются, как поток, преследуемые друг другом; но храбрые полки Сульта с порывом победы бросились на его левый фланг и разгромили его. В этот момент галопом прибыли кирасиры и драгуны Мюрата, которые рассекали все эти расформированные батальоны и прорвали последние каре противника. С тех пор разгром стал всеобщим. На следующий день после сражения дивизия принимала участие в преследовании прусской армии через Тюрингию. 16 октября арьергард противника был достигнут у Грайзена, отброшен, а город взят. 17-го числа продолжили движение к Нордхаузену, на каждом шагу собирая пленных, пушки и обоз; оттуда направились в сторону Магдебурга, который осадили. Сульт, предоставив последнему вести осаду этого города, отправился с Бернадотом через правый берег Эльбы в погоню за Блюхером. Этот генерал, обнаружив, что дорога к Одеру заблокирована Мюратом, а переправы через Эльбу охраняются Сультом, 6 ноября бросился в вольный город Любек. 7 ноября французы появились перед этим местом и в тот же день атаковали его. Войска маршала Сульта разрушили ворота, с невероятной смелостью взбираясь на крепостные валы под огнём. На улицах завязалась ожесточённая драка, после которой Блюхер эвакуировал город и капитулировал. После долгого преследования 4-й корпус был направлен в Берлин. Дивизия покинула столицу Пруссии вместе с маршалом Сультом в первых числах декабря и направилась в Позен. С 7 по 15 декабря 1806 года Леваль был губернатором Торна. В Позени армейский корпус получил приказ двигаться через Сомпольно на Плоцк, чтобы образовать центр армии и там форсировать Вислу. Затем 4-й корпус перебрался из Плоцка в Плоньск, где он должен был встретиться с Ожеро. Сульт выполнил предписанное движение, затем переправился через Укру в сторону Сохочина и 26 декабря двинулся на Цеханув, не встретив противника; но погода стала ужасная: оттепель так пропитала землю, что люди были по колено в грязи. Французам пришлось остановиться на зимовку. 4-й корпус обосновался от Остроленки до Виллемберга и Хоцеллена. После возобновления боевых действий, дивизия двинулась через Виллемберг на Пассенхайм и Алленштайн. 
Вечером 3 февраля Мюрат, миновав Алленштейн, вышел перед Йонково и обнаружил там Беннингсена. Наполеон, веря в бой на следующий день, приказал маршалу Сульту захватить Бергфридский мост на Алле, чтобы выйти в тыл русских. Дивизия Леваля, составив авангард, после живого и кровопролитного боя взяла деревню и мост. Ночью противник отступил. Французы преследовали его, добрались до его арьергарда, убили или взяли в плен множество людей и заставили его бросить большое количество обозных повозок. 7 февраля дивизия Леваля, шедшая в авангарде, получила приказ захватить плато Цигельхофф. Генерал Левассёр из дивизии Леграна с 46-м и 18-м линейными принял меры для атаки в лоб, тогда как бригада Вивьеса, двигаясь вправо, должна была обойти позицию через замёрзшие озёра. 46-й и 18-й решительно карабкаются по склонам под настоящим ураганом картечи. Этот огонь побуждает их поспешно атаковать; они атакуют в штыки первую линию вражеской пехоты и отбивают её; но русская кавалерия атакует левый фланг бригады, где находится 18-й, и отбрасывает этот полк. 46-й, сформировав каре, с непоколебимой твёрдостью выдерживает несколько атак и умудряется расположиться на вершине плато. Там борьба продолжалась ожесточённая с обеих сторон. Наконец, бригада Вивьеса, обойдя левый фланг русских, отошла в сторону Эйлау. Мы последовали за ними со штыками за спиной и одновременно с ними вошли в город. На улицах началась упорная борьба; но храбрые полки дивизии Леваля в итоге одержали победу, и русским пришлось отступить. Затем Император разместил свою штаб-квартиру в Эйлау и подготовился к битве на следующий день, которая должна была стать одной из самых кровавых за столетие. 4-й корпус был установлен по обе стороны Эйлау, дивизия Леваля находилась частью слева, частью справа от города на возвышении, увенчанном мельницей. Русские расположились на открытой местности, простирающейся на восток, глубокими массами, образуя настоящую человеческую стену, прикрытую 300 артиллерийскими орудиями. День наступил, тёмный и пасмурный. Битва началась тотчас же со страшной канонады, продолжавшейся очень долго и которую обе армии переносили со стоической покорностью; затем правый фланг русских построился в колонну и пошёл атаковать позиции у мельницы. Полки дивизии Леваля энергично отразили эту атаку, после чего противник не осмелился в течение всего дня возобновить попытку с этой стороны. Генерал Леваль был ранен в ходе сражения. 4-й корпус преследовал противника в направлении Кёнигсберга до Фришинга, а затем 17 февраля отошёл, чтобы занять новые расквартированные позиции на Пассарге, между Либштадтом и Морунгеном. 24 февраля 1807 года Леваль передал командование дивизией генералу Карра-Сен-Сиру.

### Кампании в Испании
15 мая 1807 года Леваль был вновь назначен губернатором Торна вместо генерала Раппа. 15 ноября 1807 года оставил пост и уехал в Бордо. С 20 января 1808 года командующий 14-м военным округом в Кане.
18 августа 1808 года назначен командиром дивизии в Меце, сформированной преимущественно из немцев. С 7 сентября 1808 года командир 2-й дивизии 4-го корпуса маршала Лефевра в Армии Испании. Сражался 31 октября при Дуранго, 7 ноября при Гуэне и 8 ноября при Вальмаседе. В марте 1809 года дивизия Леваля переведена в Мадрид к маршалу Журдану. Успешно сражался 17 марта при Мецца-д'Ибор и 28 марта при Медельине. С мая 1809 года сражался в составе корпуса генерала Себастьяни, и особенно отличился в сражениях при 28 июля при Талавере и 11 августа при Альмасиде. 19 ноября ранен при Оканье. В 1810 году воевал в составе войск маршала Виктора в Кадисе. Руководил спасением понтона «La Vieille Castille». 5 марта 1811 года сражался при Чиклане. 11 апреля 1811 года сменил генерала Себастьяни на посту командира 4-го корпуса. В июле 1811 года 4-й корпус стал Армией Андалусии. 26 ноября 1811 года выиграл сражение при Гуадиаро, а 28 ноября разбил армию генерала Баллестероса у Сан-Роха. 20 декабря обложил крепость Тариф и 4 января 1812 года принудил её к капитуляции. С 7 февраля 1812 года командир 4-й пехотной дивизии левого крыла армии маршала Сульта в Андалусии. С 27 июля 1812 года сменил Конру во главе 1-й пехотной дивизии Южной армии в Испании.
21 июня 1813 года принимал участие в решающем сражении Пиренейской войны при Витории. Бездарные действия Леваля в ходе сражения при отступлении и маневрировании привели к полному разгрому французов. Маршал Сульт, прибыв в расположении отступающих войск, снял 30 июня Леваля с должности, и заменил на генерала Лефоля. 22 октября 1813 года Леваль возглавил вместо Мокюна 7-ю пехотную дивизию правого крыла Армии Испании под началом Рея. С 7 по 10 декабря участник сражения при Сен-Пьер-д'Ируб. 8 января 1814 года переведён с дивизией в Шампань. 6 февраля прибыл в Провен и 8 февраля 1814 года стал командиром 7-й дивизии 7-го корпуса маршала Удино. Участник сражений 10 февраля при Шампобере, 14 февраля при Вошане, 27 февраля при Бар-сюр-Обе, 16 марта при Кормероне, 21 марта при Арси-сюр-Обе, где был ранен, 26 марта при Сен-Дизье. Граф 5 апреля 1814 года.

### На службе Бурбонов
После отречения Наполеона занимал пост генерального инспектора пехоты 21-го и 22-го военных округов. 1 сентября 1814 года потерял должность и остался не у дел. После возвращения Наполеона 11 мая 1815 года получил пост губернатора Дюнкерка. При 2-й Реставрации арестован, но вскоре освобождён. 4 сентября 1815 года отправлен в отставку. С 1817 по 1818 годы генеральный инспектор пехоты 5-го и 6-го военных округов. 1 января 1819 года уволен в отставку. После Июльской революции 1830 года зачислен в резерв армии 7 февраля 1832 года, но уже 1 мая 1832 года уволен в отставку.
Умер 7 августа 1834 года в Париже, и был похоронен за государственный счёт из-за абсолютного отсутствия средств.

## Воинские звания
- Солдат (11 декабря 1779 года);
- Сержант (июль 1789 года);
- Старший сержант (1789 год);
- Младший лейтенант (30 декабря 1789 года);
- Капитан (30 декабря 1790 года);
- Подполковник (26 сентября 1792 года);
- Полковник (12 марта 1793 года);
- Бригадный генерал (2 октября 1793 года, утверждён 13 июня 1795 года);
- Дивизионный генерал (30 июля 1799 года).

## Титулы
- Барон Леваль и Империи (фр. baron Leval et de l'Empire; декрет от 19 марта 1808 года, патент подтверждён 1 мая 1808 года в Байонне)[2][3];
- Граф Леваль и Империи (фр. comte Leval et de l'Empire; декрет от 5 апреля 1814 года, патент не подтверждён).

## Награды
Легионер ордена Почётного легиона (11 декабря 1803 года)
 Коммандан ордена Почётного легиона (14 июня 1804 года)
 Большой крест баденского ордена Военных заслуг Карла Фридриха (1808 год)
 Великий офицер ордена Почётного легиона (15 ноября 1808 года)
 Кавалер Военного ордена Святого Людовика (2 июня 1814 года)